# Срећко Дубровчанин
Срећко Дубровчанин (Felice da Ragusio) био је дубровачки минијатор. 
Живео је у другој половини 15. века и првој трећини 16. века. На двору краља Матије Корвина постао је управник краљеве књижаре и надзирао је рад преписивача и илуминатора. 
Никола Олах га спомиње у свом делу Hungaria (1536) још после краљеве смрти у том звању, и хвали га као веома умног и вештог не само латинском, грчком, халдејском и арапском језику, већ и као уваженог сликара.